# Abbey Wood
Abbey Wood – dzielnica Londynu, w Wielkim Londynie, leżąca w gminie Greenwich. Leży 14,9 km na południowym wschodzie od centrum Londynu. W 2011 roku dzielnica liczyła 15 704 mieszkańców.